# Giovanni Luzzi (1901-1982)
Giovanni Luzzi (Milano, 5 novembre 1901 – dicembre 1982) è stato uno scrittore, poeta e commediografo italiano.

## Biografia
Nato da una agiata famiglia di origine emiliana, giovanissimo si laureò in Legge nel 1920 presso l'Università degli Studi di Pavia, e tre anni più tardi iniziò ad esercitare l'avvocatura. Dalla personalità eclettica, si interessò di psicologia giudiziaria e di filologia, e fu un appassionato cultore del dialetto milanese, nel quale pubblicò diversi volumi di poesie e diverse commedie dialettali. Fu anche un apprezzato pittore e scultore.
La sua esperienza di avvocato penalista fu all'origine del suo primo libro, Uomini in pena, che tratta dell'ambiente dei carcerati e del loro caratteristico gergo. Sempre sullo stesso tema pubblicò anni dopo Inscì parla la mala, dizionario gergale della mala milanese, e Il giallo della stretta Bagnera, cronaca dei delitti commessi a metà dell'Ottocento dal serial killer Antonio Boggia.
Profondo studioso dell'opera manzoniana, tradusse e adattò le parti colloquiali dei Promessi Sposi in dialetto milanese, e con le sue ricerche contribuì ad individuare il così detto castello dell'Innominato, al secolo Francesco Bernardino Visconti, a cui il Manzoni si ispirò per il suo celebre personaggio.
Nel 1978 fondò l'Accademia del Dialètt Milanes, assieme a Ambrogio Maria Antonini, Pier Gildo Bianchi, Dino Gabiazzi, e Cesare Mainardi.
Morì nel dicembre del 1982, pochi giorni prima che venisse pubblicato il primo volume della sua Letteratura milanese.

## Opere
Versi in vernacolo milanese:
- Ai temp di caròtol e del baston (in collaborazione con Guido Bassi), Zanoli, Milano 1945
- Milan di poveritt, Zanoli 1958
- I cinquanta sonett del Pedrin Pepiatt, 1976
- Milan e poeu pù, 1978

Commedie in dialetto milanese:
- Legna e carboni, vedova Ballabio
- L'avvocat di lader
- L'aria del dopoguerra

Altre opere:
- Uomini in pena, 1943
- Parla el Luisin Tassista (in collaborazione con Luigi Carcano)
- Dialoghi de I Promessi Sposi in milanese
- La sciostrera
- Inscì parla la mala
- Il giallo della stretta Bagnera, 1972
- Il vero castello dell'Innominato manzoniano
- Letteratura milanese dalle origini al Porta (in collaborazione col prof. Claudio Beretta), Meravigli, Milano 1982